# Gloria Swanson

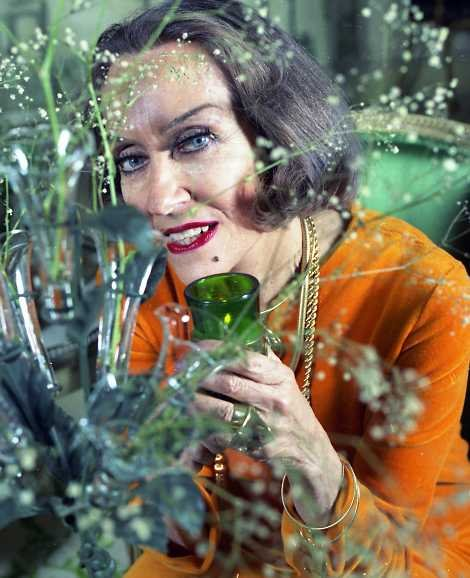
Gloria Swanson 1972.

Gloria May Josephine Swanson, född 27 mars 1899 i Chicago i Illinois, död 4 april 1983 i New York i New York, var en amerikansk skådespelare och filmproducent. Swanson spelade huvudroller i ett dussintal stumfilmer och nominerades vid tre tillfällen till en Oscar för bästa skådespelerska. Gloria Swanson var tidig med att producera sina egna filmer, däribland The Love of Sunya (1927) och Hennes förflutna (1928). År 1929 gjorde Swanson sin debut inom ljudfilmen, med På olovliga vägar. 1950, efter flera års frånvaro från filmduken gjorde Gloria Swanson åter succé, som den tillbakadragna stumfilmsstjärnan Norma Desmond i Sunset Boulevard.

## Biografi
Gloria Swansons far, Joseph Svensson, som var anställd i armén, tillhörde en släkt med ursprung i Småland i Sverige och modern Adelaide Klonowski hade polskt men även franskt och tyskt påbrå. Under barndomen gick hon i dussintals skolor innan familjen sedan slog sig ned i hennes födelsestad, Chicago, då hon var i tidiga tonåren. 
Swanson besökte filmbolaget Essanay Studios i Chicago 1913, vilket ledde till att hon fick småroller inom filmen och hon lärde också känna skådespelaren Wallace Beery, som hon gifte sig med 1916. Paret reste till Hollywood, där Beery skrev kontrakt med Mack Sennetts Keystone Film Corporation, under villkoret att hans hustru också fick anställning. Hon medverkade de följande åren i en rad kortfilmer. 1919 flyttade hon över till Cecil B. DeMilles avdelning inom Paramount Pictures och fick sitt stora genombrott i Man och kvinna. Samma år skilde hon sig från Beery.
Gloria Swanson kom att bli en av stumfilmens "regerande drottningar", såväl dyrkad som skandalomsusad. Alla klänningar hon bar privat beskrevs i detalj i modetidningarna och i princip varje steg hon tog följdes av skvallerpressen. Hon var en kvinna som visste betydelsen av publicitet. När hon 1925 återvände till Hollywood efter en filminspelning i Frankrike tillsammans med sin nyblivne (tredje) make, en fransk markis, Henri de la Falaise, (som sedermera gifte om sig med Constance Bennett), mottogs de av en mässingsorkester och eskorterades likt en kunglighet till sin bostad. För de amerikanska kvinnorna var hon glamoren personifierad.
År 1927 värvades Swanson av Kennedyfamiljens "patriark" Joseph Kennedy och dennes filmbolag men startade sedan som sin egen. Hon förlorade en hel del pengar på grund av regissören Erich von Stroheims extravagans vid inspelningen av Queen Kelly, och hon gav honom sparken.
Efter talfilmens genombrott förlorade Swanson sin popularitet men återvände till filmen 1941 i komedin Pappas nya fru och gjorde sedan en minnesvärd comeback 1950 i Sunset Boulevard, ett makalöst framträdande där Swanson spelade en neurotisk, "avlagd" stumfilmsstjärna och där von Stroheim spelade hennes f.d regissör och make, numera hennes betjänt och chaufför. Swanson nominerades för en Oscar för denna roll.
Gloria Swanson drog sig sedan tillbaka från filmen, men arbetade för diverse kosmetika- och modeföretag, samt gjorde reklam för hälsokost. Hon gjorde ytterligare en filmcomeback, i Katastroflarm, 1974.

### Privatliv
Gloria Swanson var gift sex gånger:
1. Hennes första äktenskap var med Wallace Beery 1916–1919.
2. 1920–1925 var hon gift med Herbert K. Somborn, ägare till Equity Pictures Corporation. I äktenskapet föddes en dotter. Vid skilsmässan anklagade hennes man Swanson för att ha varit otrogen med 13 olika män, däribland Cecil B. DeMille och Rudolph Valentino. Medan hon var gift med Somborn adopterade hon en pojke.
3. 1925–1931 med den franske aristokraten och filmregissören Henri de la Falaise.
4. 1931–1934 med irländaren Michael Farmer; i äktenskapet föddes en dotter 1932.
5. 1945–1946 Willam N. Davey.
6. 1976 fram till hennes död gift med författaren William Dufty (som hjälpte till att skriva Billie Holidays självbiografi, Lady Sings the Blues).

## Filmografi i urval
- 1915 – The Ambition of the Baron
- 1916 – The Danger Girl
- 1918 – Mannen du gav mig
- 1919 – Man och kvinna
- 1920 – Varför byter mannen hustru?
- 1923 – Blåskäggs åttonde hustru
- 1924 – Männens moral
- 1925 – Madame Sans-Gêne
- 1925 – Teaterflugan
- 1927 – Livets spegel
- 1928 – Queen Kelly
- 1928 – Hennes förflutna
- 1929 – På olovliga vägar
- 1931 – Indiscreet
- 1934 – Music in the Air
- 1941 – Pappas nya fru
- 1950 – Sunset Boulevard
- 1974 – Katastroflarm